# Kap Davis
Das Kap Davis ist ein abgerundetes, eisbedecktes Kap, das sich rund 15 Kilometer östlich der Magnet Bay an der Nordküste des Edward-VIII-Plateaus im antarktischen Kempland befindet. 
Entdeckt wurde es am 12. Januar 1930 im Rahmen der BANZARE (1929–1931) unter der Leitung des australischen Polarforschers Douglas Mawson. Benannt ist es nach dem australischen Navigator John King Davis (1884–1967), dem Kapitän des Schiffs Aurora bei dieser Forschungsreise.